# Роберто де Візіані
Роберто де Візіані (італ. Roberto de Visiani, 9 квітня 1800 року, Шибеник — 4 березня 1878 року, Падуя ) — італійський ботанік і природознавець.

## Біографія
Був сином лікаря. Після закінчення навчання в рідному місті та семінарії в Спліті він у 1817 році вступив до університету в Падуї, який закінчив 1822 року за медичною спеціальністю. З дитинства він мав різноманітні інтереси, від літератури до науки, але його пристрасть одразу перейшла до ботаніки, яка тоді вважалася галуззю медицини.
Після служби асистентом в університеті 1827 року повернувся до Далмації, щоб працювати лікарем у містах Шибеник, Дрниш, Котор, Будва. Водночас він підтримував листування зі своїм падуанським наставником, професором Джузеппе Антоніо Бонато, який у ті роки намагався встановити автономне викладання ботаніки в Падуанському університеті.
Де Візіані писав про деякі рослини директору «Gazzetta Botanica» («Botanische Zeitung») у Регенсбурзі, і незабаром після цього його запросили до співпраці з журналом. Між 1828 і 1830 роками він опублікував класифікацію та опис більш ніж п'ятдесяти відкритих ним видів.
Після смерті Бонато в 1836 році Падуанський університет покликав де Візіані його наступником на посаді голови Падуанського ботанічного саду. Пройшовши конкурс на посаду професора університету у 1837 році де Візіані обійняв посаду керівника нової кафедри ботаніки, заснованої в Падуанському університеті. Посаду професора він суміщав з посадою голови ботанічного саду. Він не відмовився від кафедри ботаніки до 17 травня 1877 року, за рік до смерті.
Протягом усього життя Візіані ніколи не забував рідне місто, багато разів надаючи пожертвування. У 1863 році він пожертвував велику суму на розширення та модернізацію місцевої лікарні, заснованої його батьком у 1807 році.

## Публікації
- Stirpium dalmaticarum specimen. Padua 1826
- Plantae quaedam Aegypti ac Nubiae enumeratae. Padua 1836
- Flora Dalmatica: sive enumeratio stirpium vascularium, quas hactenus in Dalmatia lectas et sibi observatas descripsit, digessit, rariorumque iconibus illustravit. F. Hofmeister, Leipzig (1842–1852)
- Plantae serbicae rariores aut novae. Venedig (1862, 1864, 1870; з Йосифом Панчичем (1814–1888))
- Di due nuovi Generi di Piante Fossili. Nota. 1869
- Florae Dalmaticae supplementum alterum adjectis plantis in Bosnia, Hercegovina et Montenegro Crescentibus. Venedig (1872, 1877, 1882)

## Вшанування
У 19 столітті на честь Роберта Візіані був названий міський парк у Шибенику.